# Claude Jaupart
Claude Jaupart, né le 22 mai 1953, est un géophysicien français, membre de l'Académie des sciences (depuis décembre 2008).

## Biographie
Professeur de géophysique à l'Université Paris-Diderot, et chercheur en volcanologie physique, il est l'un des spécialistes mondiaux des risques naturels d'origine géologique. Il est nommé membre de l'Institut, Académie des sciences, section des sciences de l'univers. Par un décret présidentiel du 12 janvier 2011, il succède à Vincent Courtillot à la tête de l'Institut de physique du globe de Paris.
Les travaux de Claude Jaupart portent sur la structure thermique des continents, les caractéristiques des mouvements internes de notre planète responsables de la dérive des continents et les modalités des éruptions volcaniques.

## Prix et récompenses

### Prix
- 1993 : Prix Wager de l'International Association of Volcanology and Chemistry of the Earth’s Interior (IAVCEI).
- 1995 : Médaille d’argent du CNRS, Prix Fernand Holweck de l'Académie des sciences.
- 1998 : Lauréat du prix Mergier-Bourdeix de l'Académie des sciences, Fellow de l'American Geophysical Union.
- 1999 : Médaille Prestwich de la Geological Society of London.
- 2003 : Daly Lecture, VGP Section, de l'American Geophysical Union.
- 2004 : Ketin Lecture de l'Université Technique d’Istanbul.
- 2006 : Birch Lecture, Tectonophysics Section, de l'American Geophysical Union.
- 2007 : Médaille Holmes de l'European Geophysical Union.
- 2008 : Membre de  l'Académie des Sciences, France [2].
- 2010 : Membre de l'Academia europaea [3]
- 2015 : Médaille Harry H. Hess de l’American Geophysical Union (AGU).

### Distinctions
- CIRES Distinguished Lecturer, Univ. Colorado, 2003.
- Daly Lecture, VGP Section, American Geophysical Union, 2003.
- Ketin Lecture, Istanbul Technical University, 2004.
- Birch Lecture, Tectonophysics Section, American Geophysical Union, 2006.
- Virgil and Mildred Barnes Distinguished Lecturer, Univ. Texas at Austin, 2011.
- Bentor Lecture, Univ. Jerusalem, 2017.
- Vernadsky readings, Moscou, 2018.

### Au service de la communauté
- Fellows Committee, American Geophysical Union, 2010-2012.
- Hess Medal Committee (President), American Geophysical Union, 2002-2003.
- Hess Medal Committee, American Geophysical Union, 2000-2001.
- VGP Fellows Committee, American Geophysical union, 2014-2016.
- VGP Fellows Committee, American Geophysical Union, 2004-2008.
- VGP Fellows Committee, American Geophysical Union, 1998-2000.
- Science Advisory Board, Centre National de la Recherche Scientifique, France 1996-2000.
- Executive Committee, Deep Carbon Observatory, Global Community International Program,
- Sloan Foundation and Carnegie Institution of Washington, 2009-2018.
- Scientific Committee, IFCPAR (Indo-French Centre for the Promotion of Advanced Research) 2015-2019.
- Organizer and Lecturer, Advanced School on Scaling Laws in Geophysics:
- Mechanical and Thermal Processes in Geodynamics,
- The Abdus Salam International Centre for Theoretical Physics, 23 May - 3 June 2011.
- Lecturer, CIDER Cooperative Institute, University of California, Berkeley, July 2013.
- Lecturer, Advanced School on Physics of Volcanoes, The Abdus Salam International Centre for    Theoretical Physics, 17 – 21 October 2016.
- Fellow, American Geophysical Union.
- Fellow, European Geosciences Union.

## Travaux Scientifiques
Six grands thèmes :
1. Mesures du flux de chaleur de surface, calcul du bilan thermique de la Terre et de son taux de refroidissement séculaire.
2. Structure et évolution thermique de la croûte et des racines continentales. Détermination du flux de chaleur à la base d'une racine continentale. Causes de la distribution dans le temps et l'espace des massifs granitiques dans une province. Mécanismes de stabilisation de la croûte continentale. Conséquences de la nature instable des racines continentales.
3. Convection dans le manteau terrestre. Comment les mouvements et la distribution des températures à l'intérieur de la Terre sont affectés par les grandes variations de viscosité qui y règnent et par la présence des continents.
4. Ascension des magmas et mise en place de réservoirs magmatiques dans la croûte continentale: à quelle profondeur et comment se forment les réservoirs magmatiques, rôle joué par la construction d'un édifice volcanique à la surface.
5. Cristallisation et différenciation des magmas: échanges convectifs entre les couches où se produit la cristallisation et l'intérieur d'un réservoir, compétition entre sédimentation/flottaison des cristaux et mouvements du magma porteur.
6. Physique des éruptions volcaniques: importance des fuites de gaz par les épontes d'un conduit, importance du couplage entre écoulement à la surface et dans un conduit éruptif, effets de la compressibilité sur les écoulements de lave, effets de la fragmentation et de la distribution de la taille des fragments (ponces et cendres) sur le comportement des panaches éruptifs dans l'atmosphère.

## Quelques publications
- Brandeis, G. & Jaupart, C., The kinetics of nucleation and crystal growth and scaling laws for magmatic crystallization, Contrib. Mineral. Petrol. 96, 24-34, 1987
- Pinet C. & Jaupart, C., A thermal model for the distribution in space and time of the Himalayan granites, Earth Planet. Sci Lett. 84, 87-99, 1987
- Jaupart, C. & Vergniolle, S., The generation and collapse of a foam layer at the roof of a basaltic magma chamber, J. Fluid Mech. 203, 347-380, 1989.
- Jaupart C. and C.J. Allegre, Eruption rate, gas content and instabilities of eruption regime in silicic volcanoes, Earth Planet. Sci. Lett. 102, 413-429, 1991
- Davaille, A. and C. Jaupart, Transient high Rayleigh number thermal convection with large viscosity variations, J. Fluid Mech. 253, 141-166, 1993.
- Jaupart, C., and S. Tait, The dynamics of differentiation in magma chambers, J. Geophys. Res. 100, 17615-17636, 1995.
- Guillou, L., and C. Jaupart, On the effect of continents on mantle convection, J. Geophys. Res., 100, 24217-24238, 1995.
- Kaminski, E. and C. Jaupart, The size distribution of pyroclasts and the fragmentation sequence in explosive volcanic eruptions, J. Geophys. Res. 103, 29,759-29,779, 1998
- Pinel, V., and C. Jaupart, The effect of edifice load on magma ascent beneath a volcano, Phil. Trans. R. Soc. Lond. A, 358, 1515-1532, 2000.
- Milelli, L., L. Fourel and C. Jaupart, A lithospheric instability origin for the Cameroon Volcanic Line, Earth Planet. Sci. Lett., 335–336, 80–87, doi.org/10.1016/j.epsl.2012.04.028, 2012.
- Jaupart, C. and J.-C. Mareschal, Post-orogenic thermal evolution of newborn Archean continents, Earth Planet. Sci. Lett. 432, 36-45, doi:10.1016/j.epsl.2015.09.047, 2015.
- Jaupart, C., S. Labrosse, F. Lucazeau and J.-C. Mareschal, Temperatures, Heat and Energy in the Mantle of the Earth. In: Gerald Schubert (Editor-in-chief), Treatise on Geophysics, 2nd edition, Vol.7, Oxford: Elsevier; p. 223-270, 2015.